# Kristin Hannah
Pour les articles homonymes, voir Hannah.
Kristin Hannah est une écrivaine américaine. Née le 25 septembre 1960 en Californie, elle a vécu toute son enfance à Bainbridge Island dans l'État de Washington. Après des études de droit, elle a travaillé dans la publicité puis s'est consacrée à l'écriture de romans sentimentaux.

## Œuvre
- Pépites d'or, J'ai lu, 1995 ((en) A Handful of Heaven, 1991)Publié dans la collection Aventures et Passions
- (en) The Enchantment, 1992Inédit en France
- (en) Once in Every Life, 1992Inédit en France
- (en) If You Believe, 1993Inédit en France
- (en) When Lightnings Strikes, 1994Inédit en France
- (en) Waiting for the Moon, 1995Inédit en France
- Si tu m'aimes encore, J'ai lu, 1999 ((en) Home Again, 1996)Publié dans la collection Amour et Destin
- Une seconde chance, Presses de la cité, 2000 ((en) On Mystic Lake, 1999)
- Le monde sans elle, Pocket, 2007 ((en) Angel Falls, 2000)
- Retour à Summer Island, Pocket, 2008 ((en) Summer Island, 2001)
- Sur de lointains rivages, Pocket, 2009 ((en) Distant Shores, 2002)
- Entre sœurs, Presses de la cité, 2007 ((en) Between Sisters, 2003)
- A nulle autre pareille, Presses de la cité, 2010 ((en) The Things we Do for Love, 2004)
- La magie du bonheur, Presses de la cité, 2008 ((en) Comfort and Joy, 2005)
- L'instant magique, Presses de la cité, 2009 ((en) Magic Hour, 2006)
- (en) True Colors, 2009Inédit en France
- (en) Winter Garden, 2010Inédit en France
- (en) Night Road, 2011Inédit en France
- (en) Home Front, 2012Inédit en France
- Le Chant du rossignol, Michel Lafon, 2016 ((en) The Nightingale, 2015), trad. Matthieu Farcot
- Le Paradis blanc, Michel Lafon, 2018 ((en) The Great Alone, 2017), trad. Matthieu Farcot
- Les vents de sables, Michel Lafon, 2023 ((en) The Four Winds, 2019), trad. Matthieu Farcot
- Le chant des oubliées, 2025 ((en) The Women, 2024), trad. Matthieu Farcot

- Série Firefly Lane
- La route des Lucioles, Michel Lafon, 2021 ((en) Firefly Lane, 2008), trad. Matthieu FarcotRéédité sous le titre Toujours là pour toi
- (en) Fly Away, 2013Inédit en France

## Nominations et récompenses
- Career Achievement Award en 1995 par Romantic Times dans la catégorie Innovative Historical Romance
- RITA award en 1994 dans la catégorie Novel With Strong Romantic Elements avec Entre sœurs.
- Career Achievement Award en 2004 par Romantic Times dans la catégorie Contemporary Novel